# Bigta
Bigta: /ˈbɪkta/, ein Kämmerer am Hofe des Großkönigs Ahasveros und Diener des Harems. Ihm und sechs anderen Kämmerern wurde befohlen, Königin Waschti vor den König zu bringen (Est 1,10).

## Namensvarianten
Hebräisch: בִּגְתָא (Neuhebräisch: Bigta, tiberisches System: Biḡəṯā’); Elberfelder Bibel (1985), Gute Nachricht Bibel, Hoffnung für alle (1996), Lutherbibel (1984) und Schlachter-Bibel (1951; 2000): Bigta; Elberfelder Bibel (1871; 1905), Lutherbibel (1554; 1912) und Neue-Welt-Übersetzung: Bigtha; Grünewalder Bibel: Bigeta.